# Valloriate
Valloriate är en ort och kommun i provinsen Cuneo i regionen Piemonte i Italien. Kommunen hade 107 invånare (2018).